# ارنوت فان لنپ
ارنوت فان لنپ (انگلیسی: Aernout van Lennep؛ ۲۳ فوریه ۱۸۹۸ – ۱۷ دسامبر ۱۹۷۴ (aged 76)) ورزشکار سوارکاری اهل پادشاهی هلند بود.
وی در مسابقات کشوری و بین‌المللی در مجموع برندهٔ ۱ مدال نقره شده‌است.